# Adam Wheeler
Adam Wheeler (* 24. März 1981 in Lancaster, Kalifornien) ist ein US-amerikanischer Ringer. Er gewann bei den Olympischen Spielen 2008 in Peking eine Bronzemedaille im griech.-röm. Stil im Halbschwergewicht.

## Werdegang
Adam Wheeler wuchs in Lancaster auf und besuchte dort die High School, wo er auch beim Trainer John Einsel mit dem Ringen begann. Im Alter von 18 Jahren trat er in die Küstenwache der US-Navy ein. Er gehörte dort auch zum Ringerteam und beteiligte sich zwischen 2001 und 2004 mehrere Male an den Navy-Meisterschaften im griech.-röm. Stil, wobei er Plätze zwischen zwei und vier belegte. Adam Wheeler, der 1,91 m groß ist, wohnt jetzt in Colorado Springs, wo sich das Leistungszentrum der US-amerikanischen Ringer befindet. Er gehört dem Gator Wrestling Club an. Im Laufe seiner Karriere hatte er eine Vielzahl von Trainern: Steve Radford, John Eisel, Neal Rodak und Rob Herman und in der Nationalmannschaft Iwan Iwanow, Anatoli Petrosjan und Momir Petković.
2004 begann er an der Northern Michigan University ein Psychologie- und Kriminalistikstudium. 2004 qualifizierte er sich auch für die US-amerikanische Mannschaft, die an den Welt-Universitäten-Meisterschaften in Lodz teilnahm. Er konnte in Lodz aber nicht in seiner angestammten Gewichtsklasse, dem Halbschwergewicht (bis 96 kg Körpergewicht) antreten, sondern musste im Schwergewicht (bis 120 kg Körpergewicht) an den Start gehen. Benachteiligt durch einen gehörigen Gewichtsnachteil belegte er dort den 10. Platz.
2004 beteiligte er sich auch an der US-Meisterschaft im Halbschwergewicht und belegte den 5. Platz und kam bei der USA-Olympiaausscheidung (Trials) für die Spiele in Athen auf den 4. Platz. Auch in den nächsten Jahren beteiligte er sich regelmäßig an den USA-Meisterschaften und wurde von 2005 bis 2007 jeweils US-amerikanischer Vizemeister und kam 2008 auf den 3. Platz im Halbschwergewicht. Bei den Ausscheidungen für die Teilnahme an den Weltmeisterschaften belegte er 2005 und 2007 den zweiten Platz und 2006 den vierten Platz.
2006 vertrat Adam Wheeler die Vereinigten Staaten bei der Pan Amerikanischen Meisterschaft in Rio de Janeiro und kam im Halbschwergewicht (griech.-röm. Stil) hinter dem Kubaner Alain Rivas auf den 2. Platz.
Im Jahre 2008 gelang es ihm dann bei den US-amerikanischen Olympia-Trials für die Spiele in Peking im Halbschwergewicht seine alten Rivalen R.C. Johnson und Justin Ruiz zu besiegen und sich für die Spiele in Peking zu qualifizieren.
In Peking besiegte er Lajos Virág aus Ungarn und Jiang Huachen aus der Volksrepublik China nach Punkten und traf im Halbfinale auf den Deutschen Mirko Englich, gegen den er in zwei Runden verlor. Im Kampf um die Bronzemedaille besiegte er dann Han Tae-Young aus Korea sicher nach Punkten.

## Internationale Erfolge
(OS = Olympische Spiele, WM = Weltmeisterschaft, GR = griech.-röm. Stil, Hs = Halbschwergewicht, S = Schwergewicht)
- 2004, 10. Platz, Universitäten-WM in Lodz, GR, S; Sieger: Alireza Garibi, Iran vor Andrei Tschekowski, Belarus;

- 2005, 2. Platz, „Nikola-Petrow“-Turnier in Sofia, GR, Hs, hinter Wladimir Metodiew, Bulgarien u. vor Konstantin Batajew, Russland und Georgios Koutsioubas, Griechenland;

- 2005, 1. Platz, New-York-Athletic-Club-Turnier, GR, Hs, vor Philipp Johnston u. Stas Shamota, bde. USA;

- 2006, 4. Platz, „Dave-Schultz“-Memorial in Colorado Springs, GR, Hs, hinter Jimmy Lidberg, Schweden, Kalojan Dintschew, Bulgarien u. Mohamed Abdel Fattah, Ägypten;

- 2006, 2. Platz, Pan Amerikanische Meisterschaft in Rio de Janeiro, GR, Hs, hinter Alain Rivas, Kuba u. vor Erwin Caballero, Venezuela u. Manuel Nunez, Dom. Rep.;

- 2007, 5. Platz, „Pytlasinski“-Turnier in Warschau, GR, Hs, hinter Georgi Koutsioubas u. Theodoros Tousounidis, bde. Griechenland, Balasz Kiss, Ungarn u. Rami Hietaniemi, Finnland;

- 2007, 3. Platz, New-York-City-Athletic-Club-Turnier, GR, Hs, hinter Justin Ruiz u. R.C. Johnson, bde. USA u. vor Philipp Johnston, USA;

- 2008, 2. Platz, „Dave-Schultz“-Memorial in Colorado Springs, GR, Hs, hinter Justin Ruiz, USA u. vor Andrzej Deberny, Polen u. Daigoro Timoncini, Italien;

- 2008, Bronzemedaille, OS in Peking, GR, Hs, hinter Aslanbek Chuschtow, Russland u. Mirko Englich, Deutschland, gemeinsam mit Ässet Mämbetow, Kasachstan

## Länderkämpfe
- 2005 in Fort Carson, USA gegen Belarus, GR, Hs, Schulterniederlage gegen Wjatscheslaw Makarenko,
- 2005 in Fort Carson, USA B gegen USA A, GR, Hs, Punktsieger über Justin Ruiz,
- 2008 in Szombathely, USA gegen Korea, GR, Hs, Schultersieger über Park Kung-Rak,
- 2008 in Szombathely, USA gegen Iran, GR, Hs, Punktniederlage gegen Mohammad Ghorbani,
- 2008 in Szombathely, USA gegen Ungarn, GR, Hs, Punktsieger über Balasz Kiss

## USA-Meisterschaften
- 2004, 5. Platz, GR, Hs,
- 2005, 2. Platz, GR, Hs, hinter Justin Ruiz,
- 2006, 2. Platz, GR, Hs, hinter Justin Ruiz,
- 2007, 2. Platz, GR, Hs, hinter Justin Ruiz,
- 2008, 3. Platz, GR, Hs, hinter Justin Ruiz u. R.C. Johnson

## US-amerik. OS- bzw. WM-Trials
- 2004, 4. Platz, GR, Hs,
- 2005, 2. Platz, GR, Hs, hinter Justin Ruiz,
- 2006, 4. Platz, GR, Hs,
- 2007, 2. Platz, GR, Hs, hinter Justin Ruiz,
- 2008, 1. Platz, GR, Hs, vor Justin Ruiz u. R.C. Johnson